# 小家電

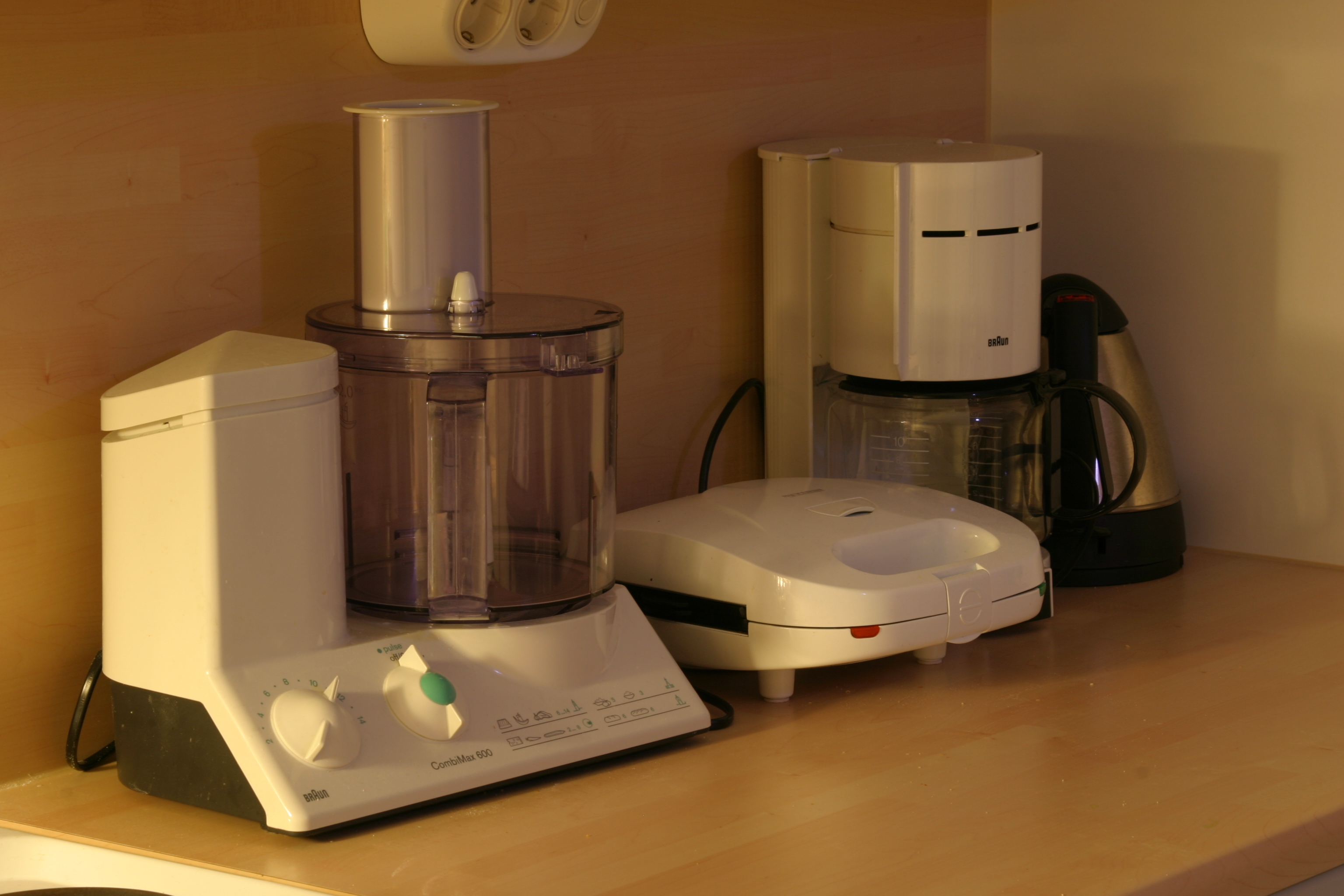
厨房小家电：食品加工机、咖啡机和电热水壶

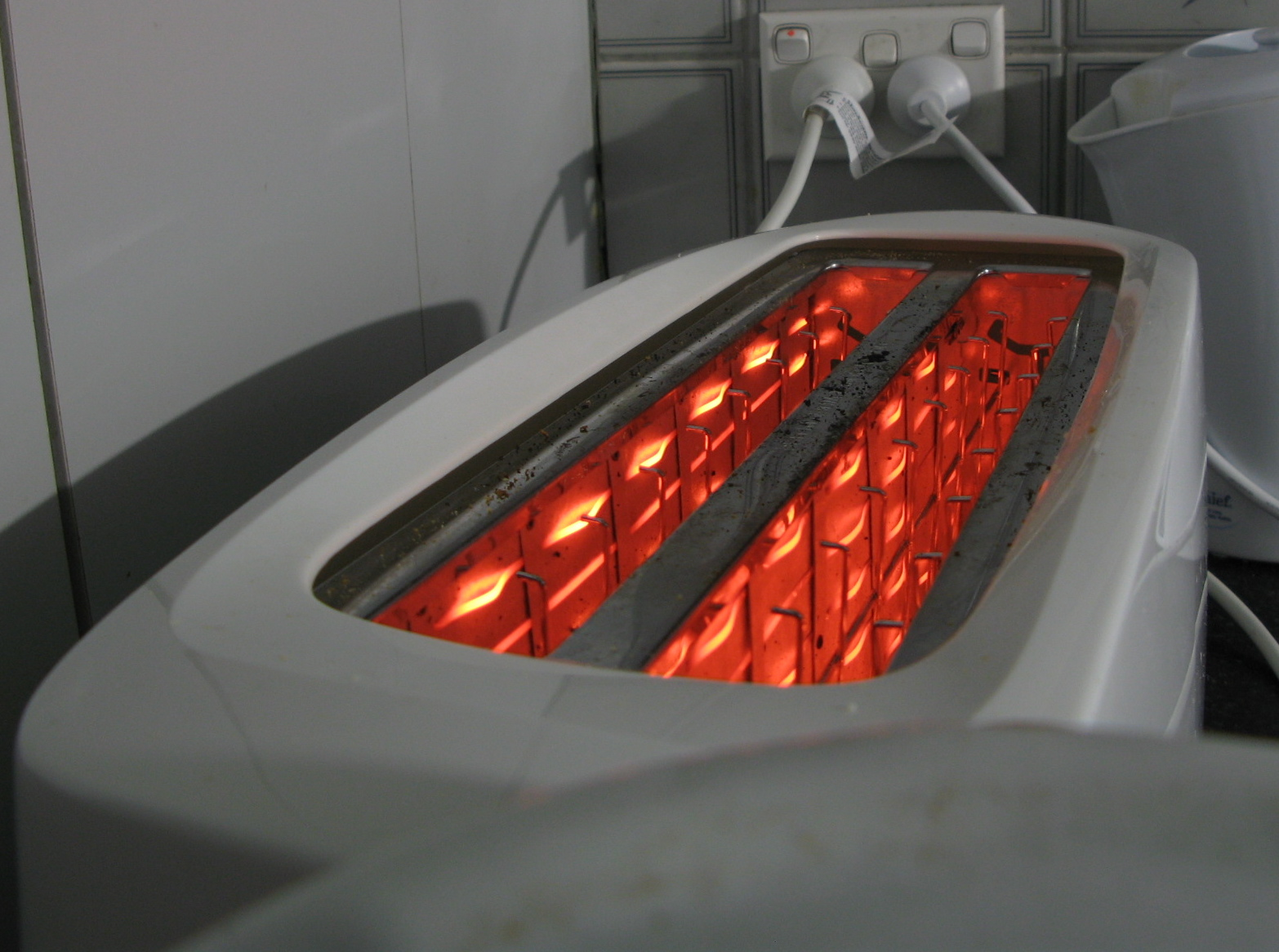
烤面包机

小家電 是一种便携式或半便携式的机器，一般用于桌子、台面或其他平台，主要要用來做家務，例如微波炉、烤面包机、加湿器、食品加工机和咖啡机。它们与冰箱和洗衣机等白色家電不同的是，后者不能轻易移动，一般都放在地板上。小家电與消費電子產品不同的是，後者主要用于休闲和娱乐，基本與家務無關。